# Elise zu Hohenlohe-Langenburg

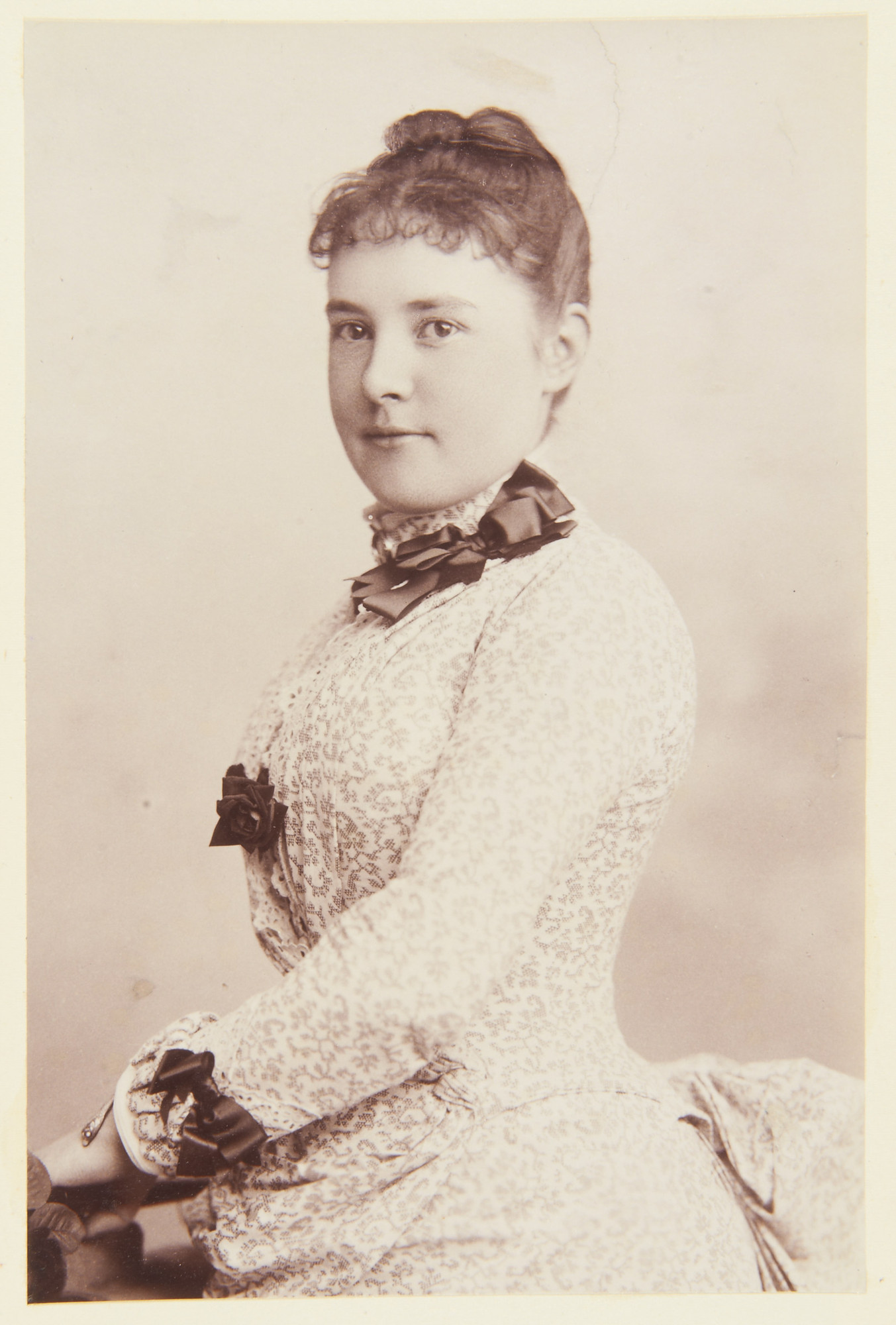
Elise (1884)

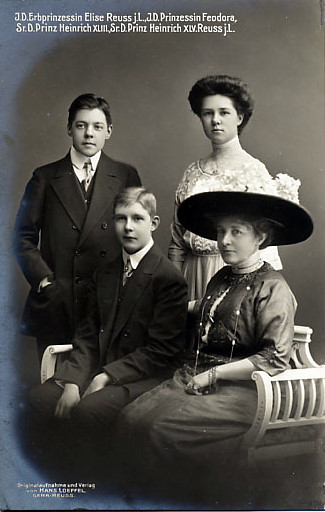
Elise mit ihren Kindern (einige Jahre vor dem Tod des älteren Sohnes 1912)

Elise Victoria Feodora Sophie Adelheid (* 4. September 1864 in Langenburg; † 18. März 1929 in Gera) war eine Prinzessin zu Hohenlohe-Langenburg und als Ehefrau von Fürst Heinrich XXVII. die letzte Fürstin Reuß jüngerer Linie.

## Leben
Elise war eine Tochter des späteren Statthalters von Elsaß-Lothringen Hermann zu Hohenlohe-Langenburg und seiner Ehefrau Leopoldine von Baden. Im November 1884 heiratete sie in Langenburg den Erbprinzen Heinrich XXVII. Reuß. Aus der Ehe gingen zwei Töchter und drei Söhne hervor:
- Viktoria Feodora (1889–1918) ⚭ 1917 Herzog Adolf Friedrich zu Mecklenburg
- Luise Adelheid (1890–1951)
- Heinrich XL. (*/† 1891)
- Heinrich XLIII. (1893–1912)
- Heinrich XLV. (1895–1945)

Elise galt als sehr gute Pianistin und trat als solche auch öffentlich mit der Reußischen Hofkapelle auf.
Nachdem er bereits jahrelang als Erbprinz die Regierungsgeschäfte geführt hatte, wurde Heinrich XXVII. 1913 Fürst. Im Zuge der Novemberrevolution zur Abdankung gezwungen, durfte die fürstliche Familie ihre Geraer Residenz Schloss Osterstein als Wohnsitz behalten. Elise starb dort im März 1929 wenige Monate nach ihrem Mann. 1931 wurden das ehemalige Fürstenpaar und seine beiden ältesten Söhne in ein von Ernst Barlach gestaltetes Familiengrab im Park des Schlosses Ebersdorf zur letzten Ruhe gebettet.

## Benennungen
Eine 1908 neu erbaute Straßenbrücke über die Weiße Elster im heutigen Geraer Stadtteil Untermhaus erhielt nach der damaligen Erbprinzessin den Namen Elisenbrücke. 1911 wurde die über die Brücke führende Straße (zuvor Elsterstraße) als Elisenstraße benannt. Im Jahr 1950 wurde die Elisenbrücke in Cubabrücke (nach dem ehemaligen Dorf Cuba), die Elisenstraße in Schellingstraße umbenannt.